# Hamilcar de Giscon
Sauf précision contraire, les dates de cet article sont sous-entendues « avant l'ère commune » (AEC), c'est-à-dire « avant Jésus-Christ ».
Hamilcar de Giscon, né vers 524 et décédé vers 480, est un général et homme politique carthaginois. Il est le fondateur de la famille des Gisconides.

## Biographie
Fils d'un aristocrate carthaginois et d'une Syracusaine, Hamilcar de Giscon passe son enfance dans le domaine familial à Giscon, d'où le nom qu'il transmettra à ses descendants.
À 20 ans, il se lance dans une carrière politique et il est très vite méprisé des autres aristocrates de la ville en raison de ses réformes proches du peuple. Il se présente à l'élection du nouveau Basileus mais il n'est élu qu'à la troisième tentative.
Ami des tyrans défaits Terillos d'Himère et d'Anaxilas II de Rhêgion, il part pour la Sicile en 484, et commence le siège d'Himère avec une immense armée de 100 000 hommes. Mais le siège connaît des difficultés et Hamilcar le Magonide ne reprend le siège qu'en 480. Nouvelle impasse pour Hamilcar puisqu'il est battu par Gélon, le tyran de Syracuse, et Théron, tyran d'Agrigente, devant la ville, et meurt.
Ses descendants, notamment Hannibal de Giscon, chercheront à venger la honte imposé à son père par les Siciliens.